# سفیدابرو
سفیدابروها (نام علمی: Tchagra) نام یک سرده از تیره سنگ‌چشم بیشه است.